# Razvođe
Razvođe falu Horvátországban Šibenik-Knin megyében. Közigazgatásilag Prominához tartozik.

## Fekvése
Knintől légvonalban 14, közúton 20 km-re délnyugatra, községközpontjától 5 km-re délkeletre, Dalmácia északi-középső részén, a Promina-hegység nyugati lejtői alatt fekszik.

## Története
Területe már az ókorban is lakott volt, ezt bizonyítja a Grudine nevű településrészen a Klepo család háza közelében 1800 körül előkerült római szarkofág, valamint a Bristovace területén 1892-ben talált római sírfelirat. Ugyancsak római lelet a Bunarac forrásánál, az úttól öt méterre talált, határt jelölő feliratos kő.
Neve a „razvode” (vízválasztó) főnévből származik, amely onnan ered, hogy eső esetén a Promina-hegységről lezúduló víz innen több irányban folyik tovább. A falu lakosságáról az első adat 1484-ből származik, amikor birtokosa Ivan Kučić megemlíti, hogy itteni birtokára vlach pásztorok települtek, akik nemcsak a török által megszállt területekről, hanem a velencei területekről is érkeztek. A török 1522-ben szállta meg ezt a területet, melynek korábbi lakossága nagyrészt nyugatra menekült. A község területe a moreai háború során 1688-ban szabadult fel a török uralom alól.
A velencei összeírások alapján a 18. században a Bibić, Boljanić, Ćučić, Dodić, Duić, Jakovljević, Klepić. Kulić, Lacić. Maleš, Mirković, Pantelić, Pokrajac. Rajčević, Sekulić, Stanić, Josić Skomalj, Suman, Vuković, Vojčić és Vaslaga családok éltek a településen. Miután 1797-ben a francia seregek felszámolták a Velencei Köztársaságot osztrák csapatok szállták meg. 1809-ben a Francia Császárság Illír Tartományának része lett. 1815-ben a bécsi kongresszus újra Ausztriának adta, amely a Dalmát Királyság részeként Zárából igazgatta 1918-ig. A falunak 1857-ben 709, 1910-ben 1104 lakosa volt. Az első világháború után előbb a Szerb-Horvát-Szlovén Királyság, majd Jugoszlávia része lett.
Az 1970-es években nagy számú lakosság vándorolt ki a jobb megélhetés reményében. 1991-ben lakosságának 66 százaléka horvát, 31 százaléka szerb volt. A délszláv háború idején 1991-ben szerb felkelők és a JNA csapatai szállták meg és a Krajinai Szerb Köztársasághoz csatolták. Katolikus templomát felgyújtották, horvát lakossága elmenekült. A horvát hadsereg 1995 augusztusában a Vihar hadművelet során foglalta vissza a települést. Szerb lakossága nagyrészt elmenekült. A falunak 2011-ben 170 lakosa volt.

## Lakosság
| Lakosság változása | Lakosság változása | Lakosság változása | Lakosság változása | Lakosság változása | Lakosság változása | Lakosság változása | Lakosság változása | Lakosság változása | Lakosság változása | Lakosság változása | Lakosság változása | Lakosság változása | Lakosság változása | Lakosság változása | Lakosság változása |
| ------------------ | ------------------ | ------------------ | ------------------ | ------------------ | ------------------ | ------------------ | ------------------ | ------------------ | ------------------ | ------------------ | ------------------ | ------------------ | ------------------ | ------------------ | ------------------ |
| 1857               | 1869               | 1880               | 1890               | 1900               | 1910               | 1921               | 1931               | 1948               | 1953               | 1961               | 1971               | 1981               | 1991               | 2001               | 2011               |
| 709                | 708                | 715                | 816                | 973                | 1.104              | 1.070              | 1.128              | 1.135              | 1.183              | 1.154              | 1.019              | 710                | 507                | 193                | 170                |

## Nevezetességei
- A Mindenszentek tiszteletére szentelt katolikus templom valószínűleg egy régi temetőkápolna alapjaira épült 1867-ben. A délszláv háború idején a szerbek felgyújtották, 1996-ban építették újjá.
- A Szent Nedeljica tiszteletére szentelt pravoszláv templom az 1969-ben épült.